# Московский университет МВД России
Московский университет Министерства внутренних дел Российской Федерации имени В. Я. Кикотя (МосУ МВД России имени В. Я. Кикотя) — федеральное государственное казенное образовательное учреждение высшего профессионального образования Министерства внутренних дел России, созданное в 2002 году.
Крупнейший государственный вуз системы высшего образования по подготовке специалистов для органов внутренних дел, располагающий учебно-материальной базой, отвечающей современным образовательным стандартам.

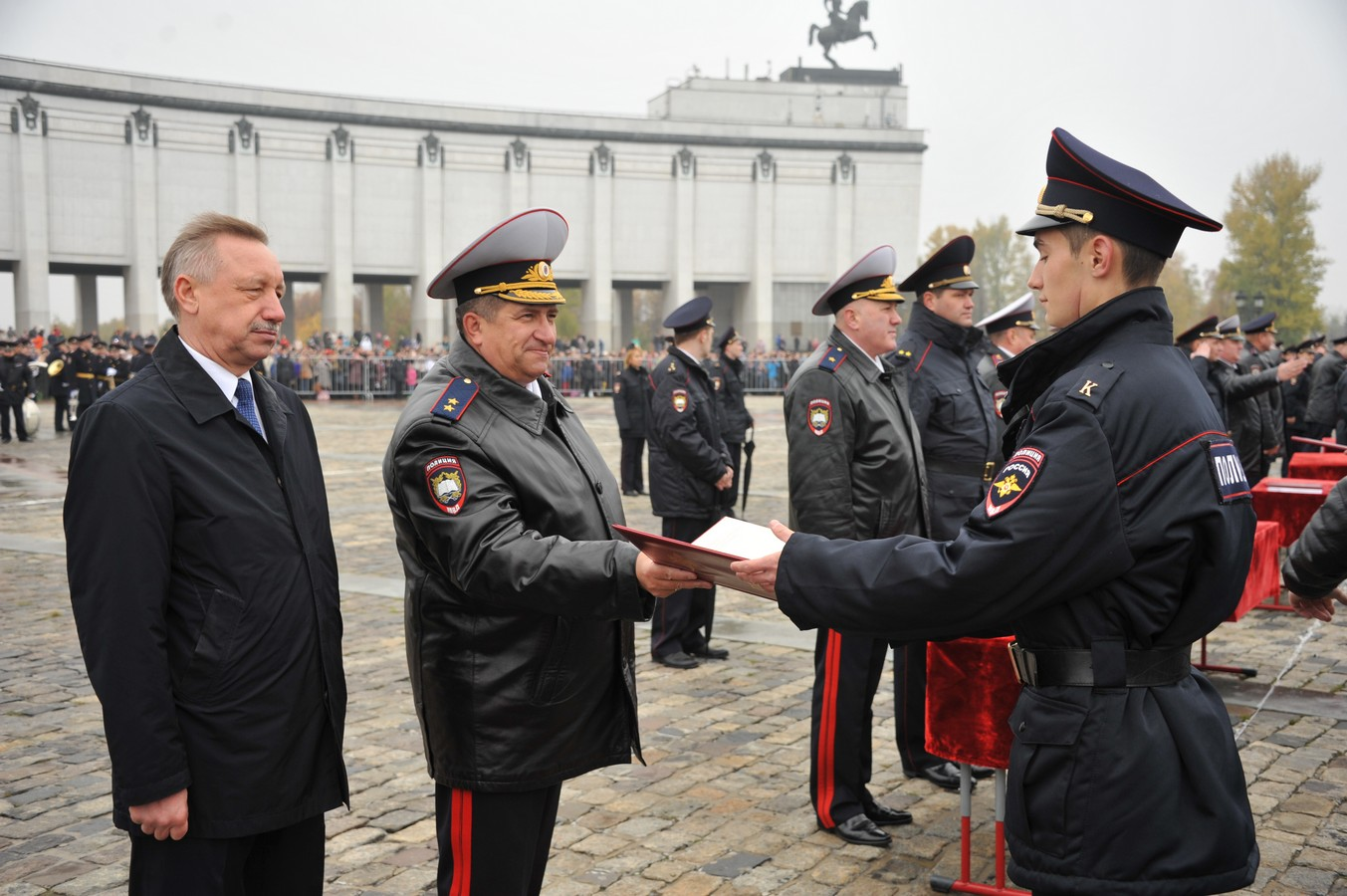
Приведение к Присяге курсантов первых курсов Московского университета МВД России имени В.Я. Кикотя

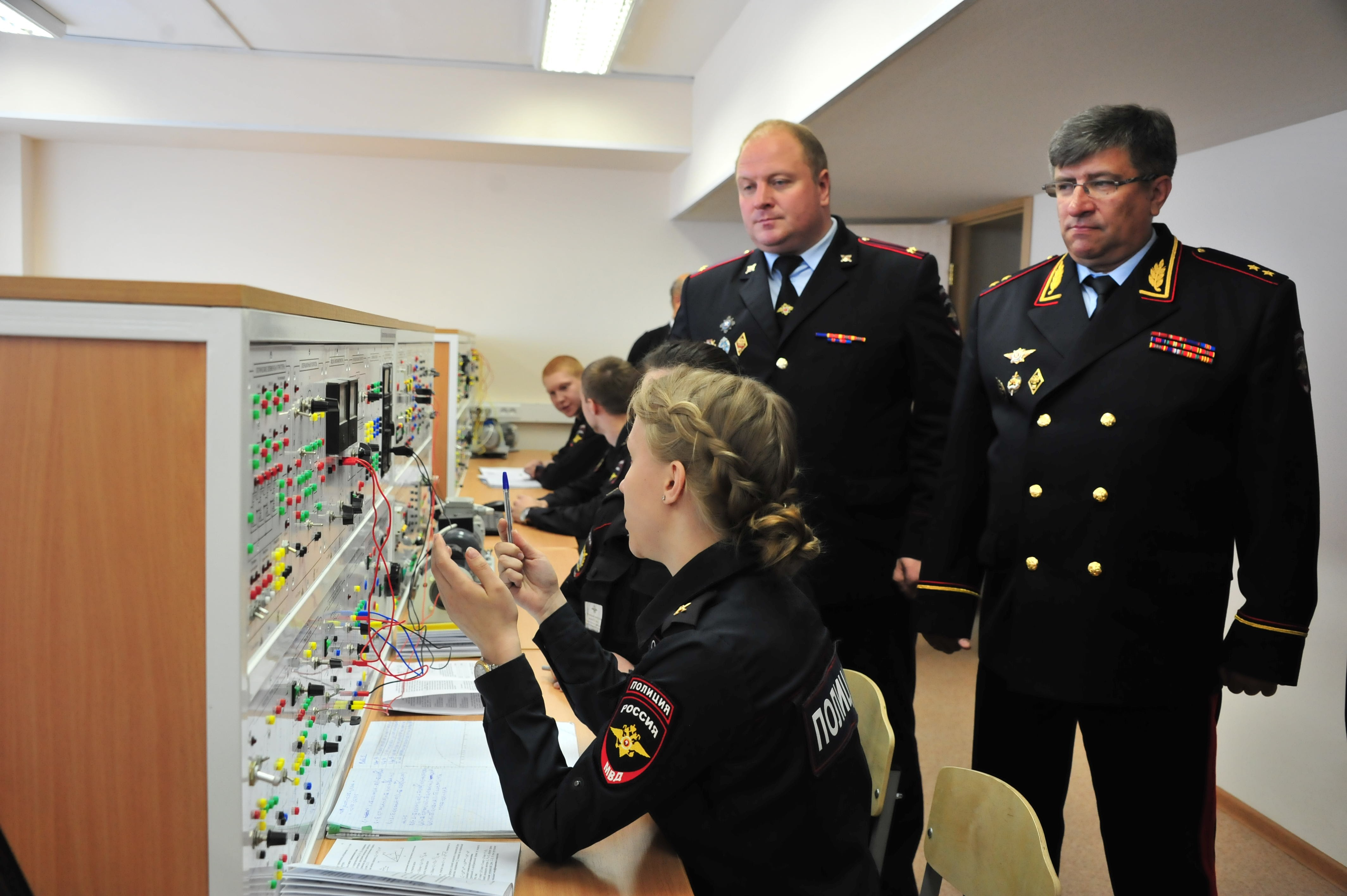
Полигонно-лабораторная база

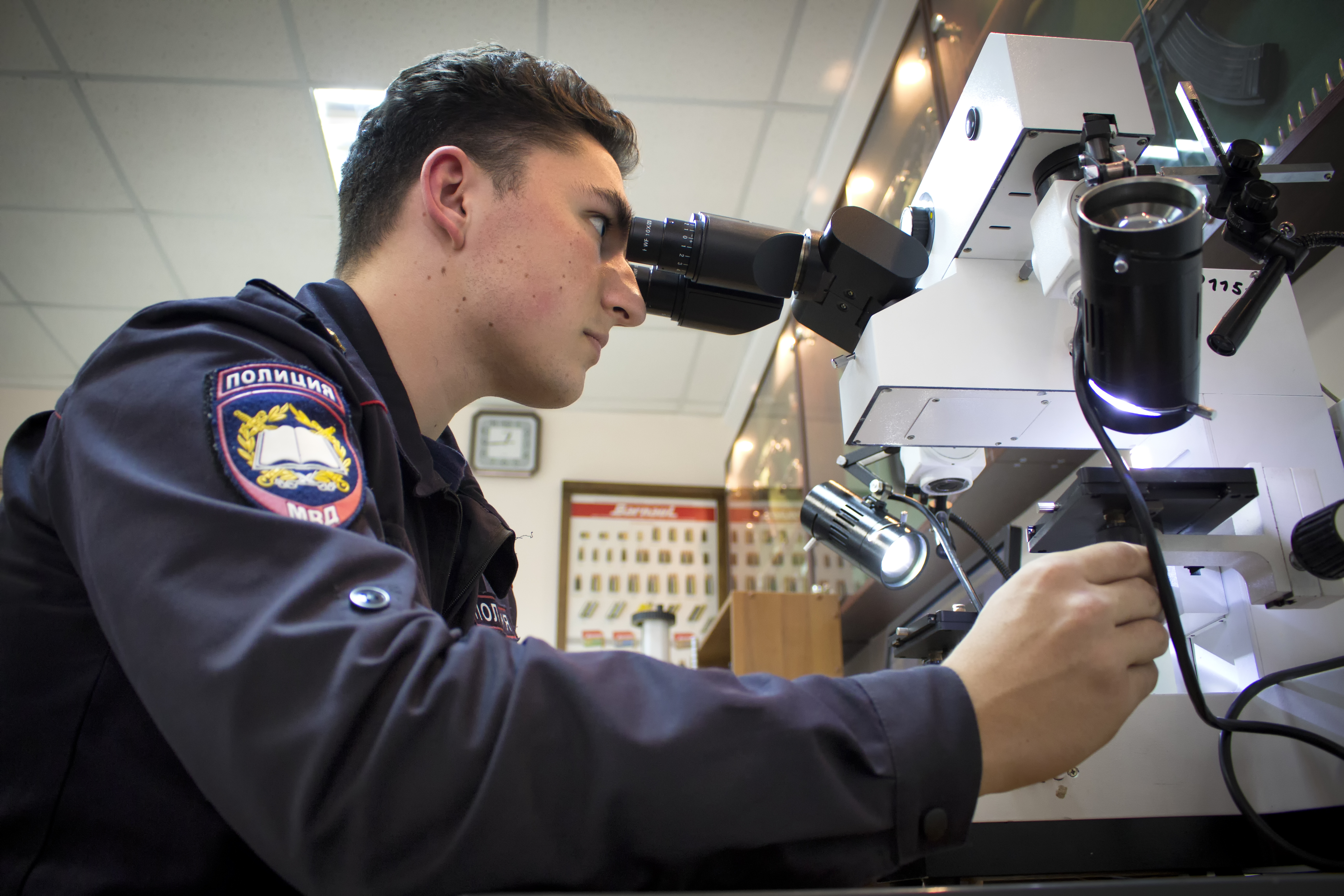
Лаборатория учебно-научного комплекса судебной экспертизы

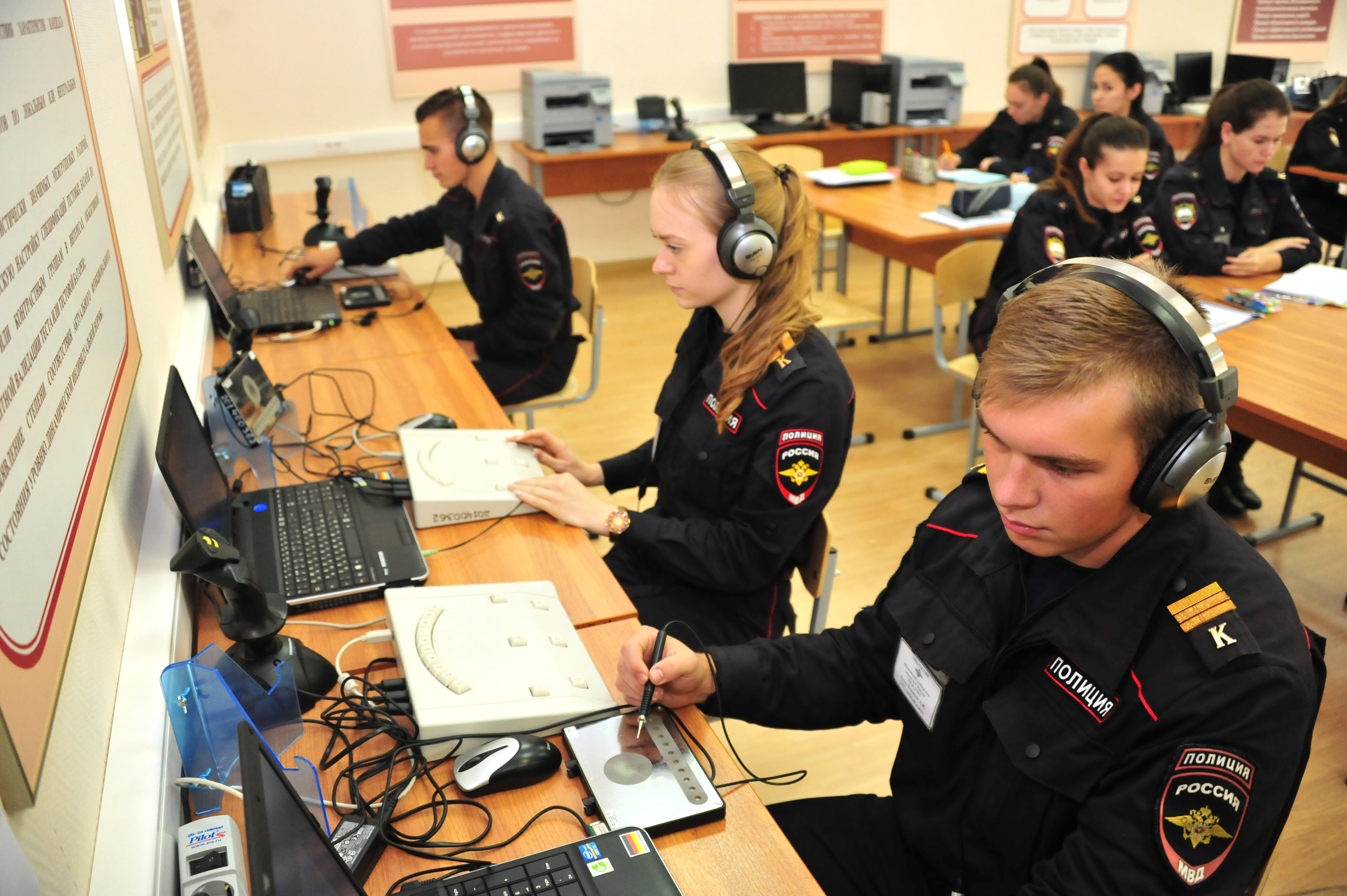
Класс психодиагностики учебно-научного комплекса психологии служебной деятельности

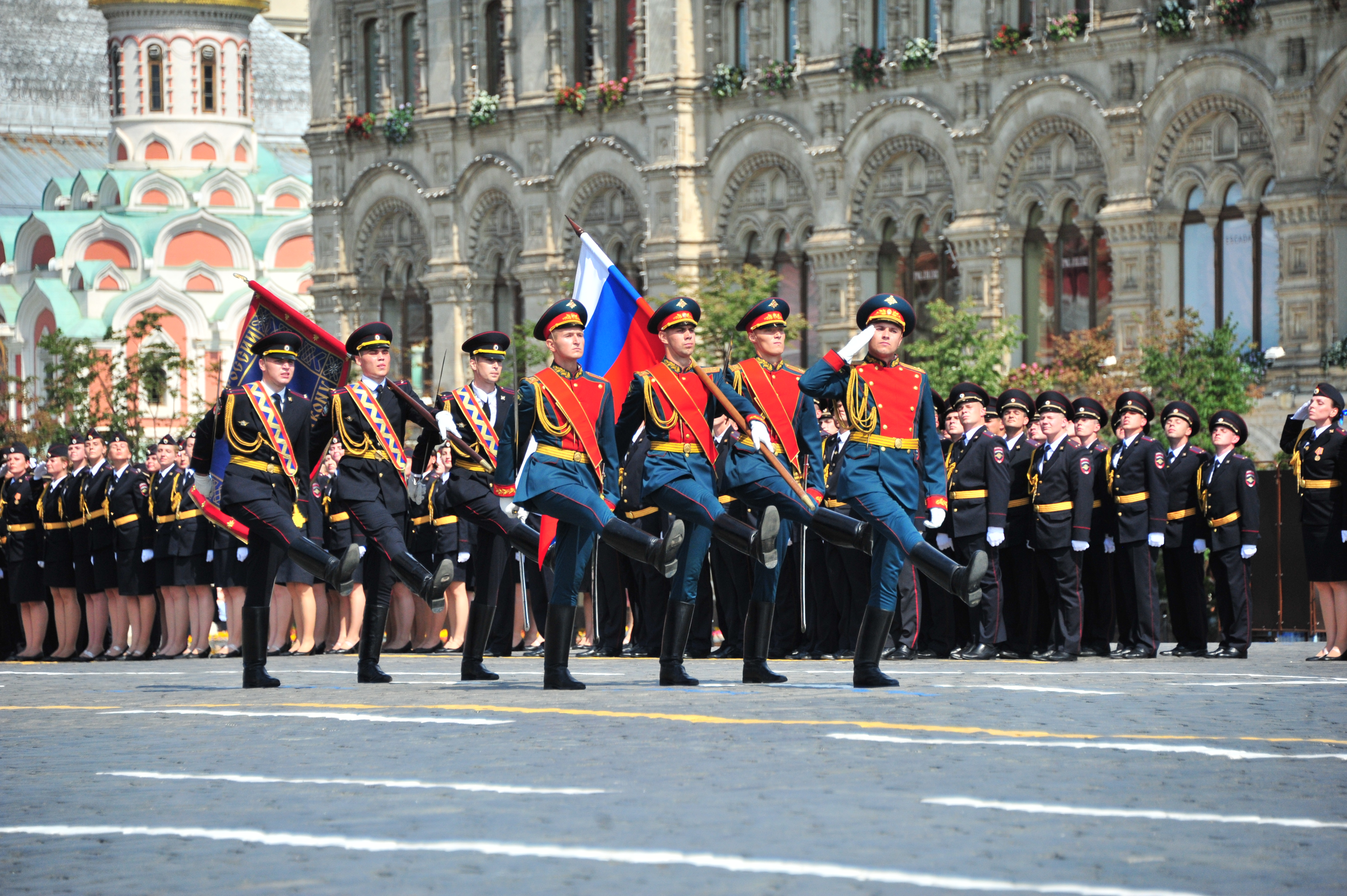
Торжественный выпуск на Красной площади

## История
9 июля 1929 года — постановлением Совета народных комиссаров РСФСР в Москве были организованы Высшие курсы усовершенствования старшего начальствующего состава административно-милицейского аппарата, первый выпуск которых состоялся в конце 1930 года.
1930 год — курсы преобразованы в Центральную высшую школу рабоче-крестьянской милиции с двухгодичным сроком обучения.
1931 год — школе были переданы здания бывшего Ивановского монастыря.
1934 год — курсы получили общесоюзный статус с образованием НКВД СССР, в её составе образованы милицейский факультет и факультет подготовки кадров сотрудников исправительных учреждений.
В годы Великой Отечественной войны личный состав школы находился на казарменном положении и нес службу по охране общественного порядка, хотя занятия продолжались.
1943 год — в связи с расширением профиля подготовки кадров курсы преобразованы в Высшую школу НКВД СССР.
1946 год — школа переименована в Высшую офицерскую школу МВД СССР.
1949 год — в связи с реформой органов внутренних дел и их передачей в Министерство государственной безопасности СССР школа разделена на два учебных заведения — Высшую офицерскую школу МВД СССР для подготовки работников исправительно-трудовых учреждений и Высшую школу милиции МГБ СССР.
1952 год — Высшая школа милиции МГБ СССР преобразована в вуз с правом выдачи выпускникам диплома СССР о высшем юридическом образовании единого образца по специальности «Правоведение», срок обучения увеличен до трех лет. В тот же год был образован факультет заочного обучения (ФЗО).
1974 год — на базе факультета заочного обучения Высшей школы МВД СССР был образован Московский филиал юридического заочного обучения (МФЮЗО) при Академии МВД СССР. МФЮЗО при Академии МВД СССР, помимо головного центра в Москве, имел в своей структуре филиалы, учебно-консультационные пункты (УКП), отделения, расположенные в республиках Советского Союза, регионах РСФСР, среди которых, например, Ленинградский, Свердловский, Ростовский, Минский факультет, Казанский УКП (впоследствии отделение), Пермское, Саратовское отделение МФЮЗО при Академии МВД СССР.
1975 год — в соответствии с Постановлением Совета Министров СССР в сентябре 1975 года образована Высшая школа милиции МВД СССР с вручением ей Красного знамени.
1988 год — Московский филиал юридического заочного обучения (МФЮЗО) при Академии МВД СССР выделен в самостоятельный вуз — Высшую юридическую заочную школу МВД СССР (ВЮЗШ МВД СССР). В структуру ВЮЗШ МВД СССР, помимо головного центра в Москве, также входили Ленинградский, Свердловский, Ростовский, Ставропольский факультет, Казанское отделение, Пермское (впоследствии факультет), Саратовское отделение ВЮЗШ МВД СССР.
1993 год — на базе Высшей юридической заочной школы (ВЮЗШ) МВД РФ на основании Постановления Совета Министров РФ от 20 июля 1993 г. № 687 был образован Юридический институт МВД России.
Июль 1995 года — Московская высшая школа милиции МВД СССР была преобразована в Московский юридический институт МВД России.
29 ноября 1999 года — 14 декабря 1999 года — Постановлением Правительства Российской Федерации от 29 ноября 1999 года № 1315 и Приказом Министерства внутренних дел Российской Федерации от 14 декабря 1999 года № 1035 Московский юридический институт Министерства внутренних дел Российской Федерации реорганизован в Московскую академию Министерства внутренних дел Российской Федерации.
Июнь 2002 года — три вуза МВД России — Московская академия МВД РФ, Московский институт МВД РФ и Юридический институт МВД РФ — объединены в Московский университет МВД России.
Сентябрь 2011 года — Академия экономической безопасности МВД России присоединена к Университету на правах факультета экономической безопасности.
12 августа 2014 года — Указом Президента Российской Федерации от 12 августа 2014 года № 566 «О присвоении федеральному государственному казенному образовательному учреждению высшего профессионального образования „Московский университет Министерства внутренних дел Российской Федерации“ почетного наименования» Московскому университету Министерства внутренних дел Российской Федерации присвоено почетное наименование имени В. Я. Кикотя.
9 мая 2019 года впервые в истории Парада Победы в нём принял участие парадный расчет МосУ МВД России.
2 октября 2020 года — образован Музейно-выставочный комплекс, не имеющий аналогов в системе ведомственного образования. Впервые в ВУЗе было собрано воедино 4 зала: Зал истории Университета, Зал славы и традиций, Зал истории российской полиции, Зал Калашников.
В 2025 году Московский университет МВД России награждён орденом Почёта.

## Образование в университете
В Университете на 34 кафедрах изучаются более 500 учебных дисциплин, профильная подготовка специалистов для органов внутренних дел реализуется на 3 институтах — психологии служебной деятельности органов внутренних дел, судебной экспертизы, подготовки сотрудников для органов предварительного расследования — и 9 факультетах: подготовки сотрудников для оперативных подразделений полиции, подготовки сотрудников полиции по охране общественного порядка, международно-правовом, подготовки специалистов в области информационной безопасности, переподготовки и повышения квалификации, заочного обучения, подготовки научно-педагогических и научных кадров, подготовки иностранных специалистов, подготовки сотрудников для подразделений экономической безопасности и противодействия коррупции.
Качество подготовки курсантов и слушателей Университета обеспечивается сочетанием высокого профессионализма, опыта работы в практических подразделениях органов внутренних дел и научного потенциала профессорско-преподавательского состава. В Университете трудятся более 150 докторов наук и свыше 500 кандидатов наук.
Среди них: 16 заслуженных работников высшей школы Российской Федерации: 7 заслуженных деятелей науки России, 26 заслуженных юристов; заслуженные экономисты, заслуженные работники физической культуры, заслуженные работники культуры Российской Федерации.
Профессиональное обучение в Университете сочетается с научно-исследовательской деятельностью и базируется на новейших научных достижениях в сфере организации борьбы с преступностью и обеспечения общественного порядка.
Университет является обладателем высшей юридической премии «Фемида» в номинации «Альма Матер», которая была вручена вузу Министерства внутренних дел Российской Федерации впервые за всю историю премии.
Приоритетным направлением деятельности Университета является патриотическое и профессионально-нравственное воспитание курсантов и слушателей.
В Университете регулярно проводятся мероприятия в рамках патриотических акций «Вахта памяти», «Эстафета подвига» и «Неделя мужества».

## Институты и факультеты
- Институт подготовки сотрудников для органов предварительного расследования

- Институт судебной экспертизы

- Институт психологии служебной деятельности органов внутренних дел

- Факультет подготовки специалистов в области информационной безопасности

- Факультет подготовки сотрудников для оперативных подразделений полиции

- Международно-правовой факультет

- Факультет подготовки сотрудников для подразделений экономической безопасности и противодействия коррупции

- Факультет подготовки сотрудников полиции для подразделений по охране общественного порядка

- Факультет подготовки иностранных специалистов

- Факультет подготовки научно-педагогических и научных кадров

- Факультет переподготовки и повышения квалификации

- Факультет заочного обучения[3]

## Филиалы
- Московский областной филиал (Московская область, Рузский муниципальный округ, пос. Старотеряево)[4]
- Рязанский филиал[5]
- Тверской филиал[6]

## Редакционно-издательская деятельность
Университет издает журналы «Вестник Московского университета МВД России», «Вестник экономической безопасности» и газету «Служу Закону».